# 斎藤静
斎藤  静（さいとう しずか、1891年5月8日 – 1970年7月5日 ）は、日本の英語学者。福井大学名誉教授。旧姓：菅原

## 略歴
宮城県生まれ。京都帝国大学選科卒業。
愛知県一宮中学校、福井県大野中学校、福井中学校各教諭、小浜中学校長、大野中学校長を経て昭和12年福井高等工業学校講師。24〜34年福井大学教授、同名誉教授。
晩年、東北学院大学教授を務めた。
7〜17年個人雑誌「英語学研究」を発刊、海外の論文を紹介した。
著書「Living English Readers」、「近代英語後期」「双解英和辞典」「米語辞典」「日本語に及ぼしたオランダ語の影響」などがある。福井市名誉市民。